# Sviadnov
Sviadnov (en allemand : Swenser) est une commune du district de Frýdek-Místek, dans la région de Moravie-Silésie, en République tchèque. Sa population s'élevait à 2 189 habitants en 2021.

## Géographie
Sviadnov se trouve immédiatement au nord-est de Frýdek-Místek, dont elle est séparée par la rivière Ostravice, et fait partie de son agglomération. Elle est située à 16 km au sud-sud-est d'Ostrava et à 283 km à l'est-sud-est de Prague.
La commune est limitée par Žabeň au nord, par Frýdek-Místek à l'est et au sud, et par Staříč à l'ouest.

## Histoire
La première mention écrite de la localité date de 1267.

## Transports
Par la route, Sviadnov se trouve à 3 km de Frýdek-Místek, à 20 km d'Ostrava et à 353 km de Prague.